# Luis León Barreto
Luis León Barreto  (Los Llanos de Aridane, 1949) es un escritor y periodista español, miembro de la Generación de los 70, autor de una obra predominantemente narrativa aunque también ha cultivado el ensayo, los cuentos y relatos, la novela negra y en menor medida la poesía. Es Hijo Predilecto de la isla de La Palma e Hijo Adoptivo de la ciudad de Telde.

## Biografía
A los 19 años residió temporalmente en Francia y posteriormente en Inglaterra. Hizo estudios de Derecho en la Universidad de La Laguna, así como en la Escuela Oficial de Periodismo de la Universidad de La Laguna, en la actualidad Facultad de Ciencias Políticas, Sociales y de la Comunicación de dicha universidad. Se licenció en Ciencias de la Información en la rama de Periodismo, en la Universidad Complutense de Madrid.
Ha trabajado en diversos medios de comunicación, fue redactor-jefe de Diario de Las Palmas, subdirector del diario La Provincia (Canarias) y director durante quince años del Club Prensa Canaria.
Su primer libro publicado fue el poemario Crónica de todos nosotros, editado por Inventarios Provisionales, en 1973. Su primera novela, Ulrike tiene una cita a las 8 (Akal Editor, 1975) tuvo el apoyo de Rosa María Pereda en el suplemento literario del periódico Informaciones, así como del profesor universitario Osvaldo Rodríguez, de la Universidad de Las Palmas de Gran Canaria. Su obra más conocida es la novela Las espiritistas de Telde, muy difundida en Canarias y traducida al rumano, alemán, inglés, italiano y francés. Con esta obra se hizo en 1981, con el máximo galardón del Premio Blasco Ibáñez, otorgado por el Ayuntamiento de Valencia.
Cofundador y presidente de la Asociación Canaria de Escritores (ACAE), figura en diversas antologías entre ellas, en Cien años de cuentos (1898-1998) Antología del cuento en castellano, de José María Merino (Edit. Alfaguara, 1998); Kanarska kratka prica, antología de narradores publicada en Croacia y en el volumen Los mejores relatos canarios del siglo XX, compilado por Juan José Delgado (2004). 

## Obra

### Poesía
- 1972: Crónica de todos nosotros
- 2012: Memorias de La Palma Edén

### Ensayos
- 1990- El Time y la prensa canaria en el siglo XIX, Ediciones Idea. ISBN: 978-84-8382-239-5
- 2007: El Neptuno de Melenara
- 2015: La Literatura y la Vida
- 2022 - Ida y vuelta. Crónicas de tiempos revueltos. Mercurio Editorial, ISBN: 978-84-125117-5-8

### Novela
- 1975: Ulrike tiene una cita a las 8
- 1978: Memorial de A.D.
- 1981- Las espiritistas de Telde. Ediciones Idea. ISBN:978-84-8382-103-9[4][5][6]
- 1985: La infinita guerra
- 1987: Los días del Paraíso
- 1992: No me mates, vida mía
- 1998: La casa de los picos
- 2003: El velero Libertad
- 2005: El crimen del contenedor
- 2008 - El misterio del Fausto, Editorial Cam Pds, ISBN: 978-84-611-9191-8
- 2009: Los buenos negocios
- 2013: Carnaval de indianos[7]

### Cuentos
- 1985: Vacaguaré
- 1986: El Mar de la Fortuna
- 2005: Los enanos danzones
- 2005: ¡Mamá, yo quiero un piercing!
- 2007: Autoayuda
- 2008 Jessica la caprichosa
- 2009 Los dioses palmeros
- 2017- Cuentos gozosos/ Cuentos traviesos. Mercurio Editorial ISBN: 978-84-947560-7-8[8][9][10][11][12]
- 2022- El volcán y otros cuentos. Edita Centro de la Cultura Popular Canaria. ISBN: 978-84-7926-733-9 [13]

### Prólogos
- 1984: Nuestras hierbas medicinales, José Jaén Otero
- 1989: Última generación del milenio, Ayuntamiento de Telde
- 2003: De dos que el amor conocen, Pedro Flores y Lidia Machado
- 2003: La isla del caimán: poemas 1980-2003, Verónica García
- 2003: Un lugar al norte del corazón, Ana Samblás
- 2005: Crónicas e historias macaronésicas, José Miguel Balbuena
- 2007: Del amor y las pasiones, Rosario Valcárcel
- 2007: Bicácaro de amor apasionado, Félix Martín Arencibia
- 2008: Antología literaria del poeta y dramaturgo Montiano Placeres Torón (1885-1938), Antonio González Padrón
- 2009: Pino Ojeda. Pintora y poeta, Juan F. Santana Domínguez
- 2009: Latidos del corazón, Margarita Ojeda
- 2009: El paseo de la muerte, Francisco Rodríguez Medina

### Participación en antologías
- 1972: Aislada órbita
- 1989: Narrativa canaria. Siglo XX
- 1998: Cien años de cuentos (1898-1998). Antología del cuento en castellano
- 2001: Narrativa canaria última
- 2003: Kanarska kratka prica
- 2004: Los mejores relatos canarios del siglo XX
- 2004: Cuentos de la Atlántida (Antología del cuento canario actual)

### Con otros autores
- 1989: Revista de Filología de la Universidad de La Laguna, nº 6-7, 1987-88, Homenaje a Ventura Doreste, “El mar en la poesía de Tomás Morales y Pedro García Cabrera”
- 1992: Un panorama crítico, “Superado el pleito, memorará la comunicación: La Prensa y las páginas literarias”, Nuevas Escrituras Canarias
- Escritores en su tinta, Víctor Alamo de la Rosa, Ediciones Idea-CCPC.
- 1996: 2º Encuentro de Narrativa Canaria, Edición de Juan José Delgado, “Sobre soledades, ruinas y esperanzas”, Ateneo de La Laguna, páginas 61-64
- 1997: Las Espiritistas de Telde y la historia de Canarias, Francisco J. Quevedo, Ayuntamiento de Telde
- 2004: Escritos a Padrón, Cabildo de Gran Canaria
- 2005: Cartas al Quijote. Escritores y pintores ante el IV Centenario, Ayuntamiento de Telde
- 2006: A un tiro de piedra, El Hadj Amadou Ndoye, Baile del Sol
- 2007: Relatos de biblioteca, Gobierno de Canarias
- 2007: Rojo sobre negro, Anroart
- 2010: Riqui-raca 1.0 – Cuentos del fútbol canario, Nectarina

## Premios y reconocimientos

### Premios periodísticos y culturales
- 1980: Víctor Zurita de articulismo, periódico La Tarde, de Santa Cruz de Tenerife
- 1987: Leoncio Rodríguez de artículos periodísticos de la empresa editora de El Día, en Santa Cruz de Tenerife
- 1984: Premio León y Castillo de periodismo del Cabildo de Gran Canaria
- 1999: Premio al Mérito Cultural por su trayectoria a favor de la cultura canaria, Círculo Cultural de Telde
- Miembro de número del Museo Canario y del Instituto de Estudios Canarios de la Universidad de La Laguna.

### Premios literarios
- 1970: Julio Tovar de poesía con Crónica de todos nosotros, Santa Cruz de Tenerife
- 1976: Benito Pérez Galdós de novela con Ulrike tiene una cita a las 8, Las Palmas de Gran Canaria
- 1981: XVI Premio de Novela Blasco Ibáñez con Las espiritistas de Telde, Ayuntamiento de Valencia [14]